# Анадырский лиман
Ана́дырский лима́н (эским. Увиныӄ) — залив на Чукотке.

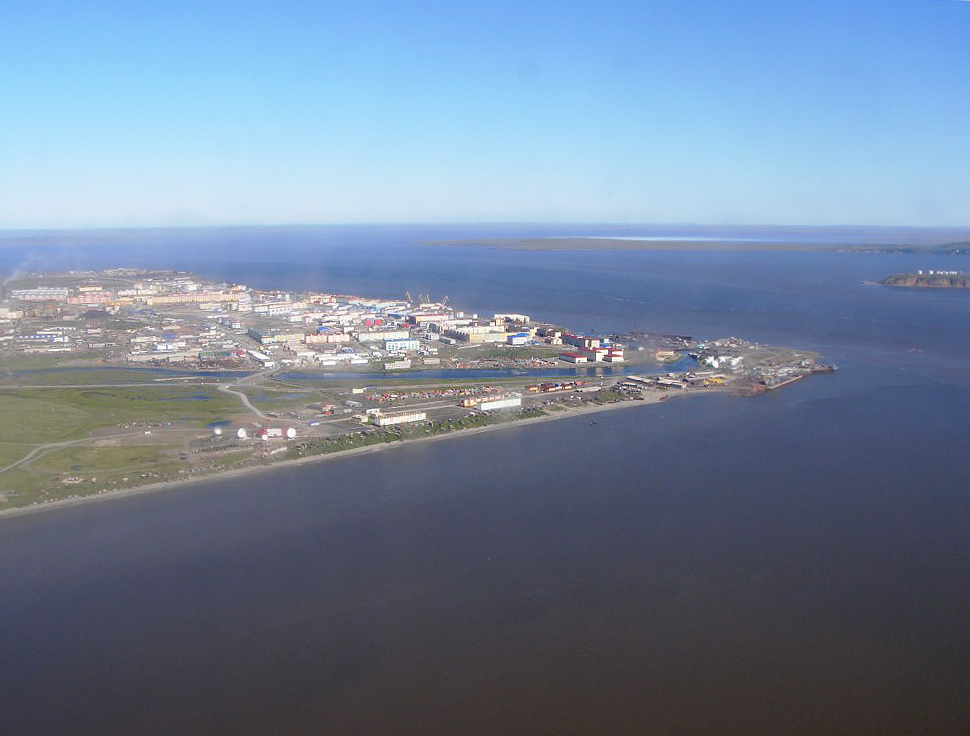
Анадырский лиман и Анадырь с вертолёта

Является частью Анадырского залива Берингова моря. В свою очередь Анадырский лиман делится на два других крупных залива — залив Онемен, куда впадают реки Анадырь и Великая, и Канчаланский лиман, куда впадает река Канчалан, в собственно Анадырский лиман впадают Речка 3-я и Автаткууль.
Анадырский лиман отделён от Анадырского залива двумя протяжёнными косами — Русской Кошкой и Землёй Гека. Приливно-отливный режим в Анадырском лимане — правильный полусуточный с высотой прилива до 1,5 м. В вершине Анадырского лимана вблизи фарватерного хода находится маленький скалистый остров Алюмка.
На берегах лимана находятся два крупных населённых пункта округа — город Анадырь и посёлок Угольные Копи. В зимнее время между ними по замёрзшему лиману устраивается ледовая переправа. В тёплое время года по акватории курсируют суда на воздушной подушке, баржи и катера.
В водах лимана обитают и являются объектами промысла горбуша, кета, гольцы, корюшка, сельдь, навага, бычок.